# Pavel Novotný (Pornodarsteller)
Pavel Novotný (bürgerlich Jaroslav Jiřík, * 5. Februar 1977 in Prag) ist ein tschechischer Pornodarsteller.

## Leben
Nach seiner Schulzeit begann Novotný ab 1998 in der Pornoindustrie tätig zu werden. Als Pornodarsteller spielte er in mehreren schwulen und bisexuellen Pornofilmen. Als Darsteller erschien er unter anderem unter den Pseudonymen Jan Dvorak, Jakub Moltin und Jaroslav Orloff. 2002 gewann Novotný den Grabby Award.

## Filmografie (Auswahl)
als Pavel Novotny
- Czech Point, 1999, Studio 2000

als Jan Dvorak
- William Higgins - Prague Buddies 2, 2000
- U.S. Male - Bi the Blue Line (bisexuell), 2002
- Dream Entertainment - Stranger In The City, 2005

als Jaroslav und Max Orloff
- Bel Ami - 101 Men Part 4, 1998
- Under The Big Top, Sarava (Abteilung von Kristen Bjorn, 2003)

als Jakub Moltin
- Cocktail Gang Bang, Jet Set Men, 2000